# 柴田浩味
柴田 浩味（しばた ひろみ、1982年7月17日 - ）は、日本の女優、声優。愛知県豊田市出身。プロダクション・タンク所属。

## 経歴
キャラメルボックス俳優教室卒業。映像テクノアカデミア声優科プロクラス卒業。

## 人物
特技はトランペット、卓球、一輪車。資格はパソコン技能検定2種、医療事務、普通自動車免許（ペーパー）。方言は三河弁。

## 出演作品

### テレビドラマ
- エール（瓜田）※豊橋ことば指導も担当
- 大河ドラマ
  - おんな城主 直虎（三河ことば指導）
  - どうする家康（ふみ）※三河ことば指導も担当
- きれいのくに
- 孤独のグルメ3
- スリル!〜赤の章・黒の章〜
- FINAL CUT

### 映画
- カノジョは嘘を愛しすぎてる（声の出演）
- 少年たち

### テレビ番組
- 1番だけが知っている
- 奇跡体験!アンビリバボー
- キテレツ人生!なんでこうなった!?
- 実録まさかのオーメン
- 世界一受けたい授業
- 総合診療医ドクターG
- タカトシの涙が止まらナイト
- 爆報! THE フライデー
- 放送大学「認知行動療法」

### テレビアニメ
- 刀使ノ巫女（2018年）
- 擾乱 THE PRINCESS OF SNOW AND BLOOD（2021年）

### 吹き替え

#### 映画
- セレステ∞ジェシー（サバンナ）

#### ドラマ
- アンダー・ザ・ドーム2
- エージェント・オブ・シールド（カーラ）
- クラッシュとバーンスティーン（女性係員）
- ザ・ミドル 中流家族のフツーの幸せ
- Major Crimes 〜重大犯罪課2
- 私と彼とマンハッタン

#### アニメ
- カンフー・パンダ
- ザ・シンプソンズ（パティ・ブービエ〈2代目〉、セルマ・ブービエ〈2代目〉、ネルソン・マンツの母）
- ちいさなプリンセス ソフィア
- プレーンズ（女ゲスト②）

### ボイスオーバー
- 古代の宇宙人
- プリント・ザ・レジェンド

### VP
- オーナー教育用
- グループインタビュー
- 産業精神保健の臨床

### 舞台
- CRAYON×DEATHSCYTH⋆
- ブリザードミュージック
- Lucky cream soda

## 方言指導
- 最高のオバハン
- 大誘拐